# Trakt Napoleoński
Trakt Napoleoński – nazwa dróg, wytyczanych lub prostowanych na polecenie Napoleona I w ramach przygotowań do kampanii z Rosją w roku 1812.
Nazwę taką posiadają następujące drogi:
- Tuchola – Trzebciny – Tleń – Osie (niem. Napoleonstrasse; po raz pierwszy użyty do celów militarnych w roku 1807 w czasie wojny Prus z Francją; na ostatnim odcinku brukowany i w 1969 wpisany do rejestru zabytków[1])
- Widawa – Krześlów – Mzurki – Piotrków Trybunalski – Sulejów
- Mszczonów – Tarczyn (częściej spotykana nazwa: Trakt Tarczyński)